# Emer Kenny
Emer Gwynne Morganna Kenny (* 10. Oktober 1989 in Haringey, London, Vereinigtes Königreich) ist eine britische Schauspielerin und Drehbuchautorin.

## Leben
Emer Kenny kam als eines von vier Kindern einer Familie mit walisischen und irischen Wurzeln im Nordlondoner Stadtbezirk Haringey zur Welt.
Sie besuchte bis 2008 die North London Collegiate School (NLCS) in Edgware, Middlesex, London. Seit dem 28. Mai 2016 ist sie mit dem britischen Fernsehmoderator Rick Edwards verheiratet. Ihr Schauspiel-Debüt gab sie 2007 im britischen Fernsehdrama der BBC Coming Down the Mountain. Bekannt wurde sie durch ihre Rolle als Zsa Zsa Carter in der britischen Fernsehserie EastEnders und EastEnders: E20. Dem deutschen Publikum wurde sie durch ihre in den Staffeln 5 bis 8 der britischen Fernsehserie Father Brown gespielte, Hauptrolle der Penelope „Bunty“ Windermere bekannt, die seit 2024 auf ZDFneo ausgestrahlt wird.

## Filmografie (Auswahl)
- 2007: Coming Down the Mountain
- 2009: Lesbian Vampire Killers; Rebecca, Pfarrerstochter[4]
- 2009: Freefall
- 2010: EastEnders (Fernsehserie 56 Folgen)
- 2010: EastEnders: E20 (Fernsehserie 13 Folgen)
- 2011: Eric & Ernie (Fernsehfilm)
- 2011: The Ride (Kurzfilm)
- 2011: To the Victor – The Spoils (Kurzfilm)
- 2012: Beaver Falls (Fernsehserie 6 Folgen)
- 2013: Live at the Electric (Fernsehserie Folge 2x04)
- 2013: Badults (Fernsehserie 6 Folgen)
- 2012–2014: Pramface[4]; Danielle[2] (Fernsehserie 14 Folgen)
- 2013: Badults[4]; Rachel[2] (Fernsehserie 6 Folgen)
- 2013: London Irish (Miniserie Folge 1x03)
- 2014: A Touch of Cloth (Miniserie Folge 3x02)
- 2014: Siblings (Fernsehserie Folge 1x04)
- 2020: Die Diva (The Duchess, Fernsehserie Folge 1x03)
- 2017–2022: Father Brown (Fernsehserie 46 Folgen); Penelope „Bunty“ Windermere[4]
- 2022: The Curse (Fernsehserie 6 Folgen)
- 2022: Karen Pirie (Fernsehserie 3 Folgen)

Drehbuch
- 2010–2011: EastEnders: E20 (Fernsehserie 4 Folgen)
- 2012: Doctors (Fernsehserie Folge 14x107)
- 2012: Holby City (Fernsehserie Folge 15x07)
- 2012–2014: EastEnders (Fernsehserie 36 Folgen)
- 2016: Red Rock (Fernsehserie 3 Folgen)
- 2018: Harlots – Haus der Huren (Harlots, Fernsehserie Folge 2x04)
- 2020: Save Me (Fernsehserie Folge 2x03)
- 2022: Karen Pirie (Fernsehserie 3 Folgen)
- 2022: Half Bad (Fernsehserie Folge 1x07)
- 2023: The Curse (Fernsehserie 2 Folgen)